# Muaskar
Muaskar (en árabe مـعـسـكـر) es una ciudad de Argelia. Es la capital de la provincia del mismo nombre.

## Etimología
La palabra máscara, que antiguamente nombraba a la ciudad y su provincia, está relacionada etimológicamente con el italiano maschera ‘máscara.’ Algunas fuentes, sin embargo, lo atribuyen a otra palabra árabe, masḵara (bufón).